# PGA Grand Slam
Le PGA Grand Slam est une compétition de golf qui réunit les vainqueurs des quatre dernières épreuves du Grand Chelem de golf : les Masters, l'US Open, le British Open et le PGA Championship. Elle se déroule en fin de saison, après les deux circuits européens et américains soient terminés.
Cette compétition non officielle est organisée par l'USPGA. Le prix décerné au vainqueur ne compte pas dans le calcul du classement par gains.
La compétition se déroule sur deux jours et 36 trous, en stroke-play. Si l'un des joueurs a remporté plus d'une épreuve du Grand Chelem sur l'année, on invite alors le vainqueur précédent de la même épreuve qui aura obtenu le meilleur classement dans une épreuve du grand Chelem la même année.
Depuis 2008, cette épreuve se déroule dans l'archipel des Bermudes. Depuis 2009, c'est le parcours de Port Royal Golf Course situé à Southampton aux Bermudes qui accueille l'épreuve. Elle est actuellement dotée de 1,35 million de dollars, dont 600 000 $ sont décernés au vainqueur (et 200 000 $ sont garantis au dernier).
Initialement prévu à Los Angeles, l'édition 2015 est finalement annulée.

## Vainqueurs
- 2015 : Annulé
- 2014 :  Martin Kaymer
- 2013 :  Adam Scott
- 2012 :  Pádraig Harrington
- 2011 :  Keegan Bradley
- 2010 :  Ernie Els (2/2)
- 2009 :  Lucas Glover
- 2008 :  Jim Furyk (2/2)
- 2007 :  Ángel Cabrera
- 2006 :  Tiger Woods (7/7)
- 2005 :  Tiger Woods (6/7)
- 2004 :  Phil Mickelson
- 2003 :  Jim Furyk (1/2)
- 2002 :  Tiger Woods (5/7)
- 2001 :  Tiger Woods (4/7)
- 2000 :  Tiger Woods (3/7)
- 1999 :  Tiger Woods (2/7)
- 1998 :  Tiger Woods (1/7)
- 1997 :  Ernie Els (1/2)
- 1996 :  Tom Lehman
- 1995 :  Ben Crenshaw
- 1994 :  Greg Norman (3/3)
- 1993 :  Greg Norman (2/3)
- 1992 :  Nick Price
- 1991 :  Ian Woosnam
- 1990 :  Andy North (2/2)
- 1989 :  Curtis Strange
- 1988 :  Larry Nelson
- 1987 : Annulé
- 1986 :  Greg Norman (1/3)
- 1985 : Annulé
- 1984 : Annulé
- 1983 : Annulé
- 1982 :  Bill Rogers
- 1981 :  Lee Trevino
- 1980 :  Lanny Wadkins
- 1979 :  Gary Player et  Andy North (1/2)

## Vainqueurs multiples
7 victoires :
- Tiger Woods : 1998, 1999, 2000, 2001, 2002, 2005, et 2006

3 victoires :
- Greg Norman : 1986, 1993 et 1994

2 victoires :
- Andy North : 1979, 1990
- Jim Furyk : 2003, 2008
- Ernie Els : 1997, 2010